# Aitor López Rekarte
Aitor López Rekarte (Mondragón, 18 de agosto de 1975) é futebolista espanhol.

Atualmente joga pelo Almería. Sua posição habitual é lateral 